# Friedrich Jentzen (Lithograf)
Friedrich Jentzen (* 24. Mai 1804 in Berlin; † 25. August 1875 in Weimar) war ein deutscher Porträtmaler und Lithograph. Er ist nicht zu verwechseln mit seinem gleichnamigen Zeitgenossen, dem Schweriner Architektur- und Landschaftsmaler Friedrich Jentzen (1815–1901).

## Leben
Friedrich Jentzen erhielt seine künstlerische Ausbildung ab 1819 als Schüler der Königlich Preußischen Akademie der Künste in Berlin bei Heinrich Anton Dähling und Johann Gottfried Niedlich. Ab 1822 nahm er regelmäßig an den Berliner Akademie-Ausstellungen teil. 1824 kam es zur Bekanntschaft mit dem Tiermaler und Lithographen Franz Krüger und der Hinwendung – wohl auch aus finanziellen Gründen – zur professionellen Tätigkeit als Lithograph.
Die Ersparnisse aus der Lithographentätigkeit, verbunden mit einem Reisestipendium der Akademie der Künste, nutzte Jentzen 1829 zu einer Studienreise durch Deutschland und die Schweiz bis nach Frankreich, die er ab 1830 mit einem einjährigen Parisaufenthalt abschloss. Hier konnte er sich in den hochentwickelten Steindruckwerkstätten künstlerisch fortbilden. Nach seiner Rückkehr war er in Berlin ansässig.
Franz Krüger überließ das Übertragen seiner Zeichnungen auf Stein bekannten Lithographen, zu denen neben Jentzen auch Friedrich Oldermann und Gustav Feckert zählten. Herausgegeben wurden die Blätter vom Verleger und Kunsthändler Louis Friedrich Sachse. Dieser bezeichnete den „erfahrenen Techniker“ Jentzen als „tüchtigsten unter den Berufslithographen“. Zudem arbeitete Jentzen gleichzeitig für das Königlich Lithographische Institut. Ab 1843 war er (zunächst außerordentliches) Mitglied der Königlich Preußischen Akademie der Künste in Berlin.
Das Berliner Kupferstichkabinett bewahrt eine ganze Reihe der großformatigen Lithographien Jentzens, von denen ein bedeutender Teil bei Sachse gedruckt und herausgegeben worden ist. Dabei handelt es sich fast ausschließlich um Blätter nach Krüger-Vorlagen.